# گولیاما دولینا
گولیاما دولینا (به بلغاری: Golyama Dolina) یک منطقهٔ مسکونی در بلغارستان است که در شهرستان ماجاروفو واقع شده‌است.